# Arroyo de la Rivera de Casillas
El arroyo de la Rivera de Casillas es un curso de agua del interior de la península ibérica, afluente del río Guadalmez. Discurre por la provincia española de Ciudad Real.

## Historia
Discurre por la provincia de Ciudad Real. Esta ribera, afluente del Guadalmez, aparece descrita en el sexto volumen del Diccionario geográfico-estadístico-histórico de España y sus posesiones de Ultramar de Pascual Madoz de la siguiente manera:

CASILLAS: ribera en la prov. de Ciudad-Real, part. jud. de Almodóvar del Campo: nace de una fuente entre las sierras del puerto llamado de la Cetré, tomando su nombre de unas casillas ó arcos que formó la naturaleza en un risco, y corre con tal abundancia que al 1/4 de leg. da impulso á varios molinos harineros y batanes, y desagua en el r. Guadalméz: es un sitio muy ameno y sano, rodeado de varios arbustos entre los cuales abundan los alisos y robles, y en todos sus alrededores se encuentra caza mayor y menor.
(Madoz, 1847, p. 67)